# Symfonie nr. 99 (Haydn)
De Symfonie nr. 99 is een symfonie van Joseph Haydn, voltooid in 1793. Het is de zevende uit zijn Londense symfonieënreeks, die hij componeerde naar aanleiding van 2 bezoeken aan Londen. Het is de eerste symfonie van Haydn waarin een klarinet voorkomt.

## Bezetting
- 2 fluiten
- 2 hobo's
- 2 klarinetten
- 2 fagotten
- 2 hoorns
- 2 trompetten
- Pauken
- Strijkers

## Delen
Het werk bestaat uit vier delen:
1. Adagio - Vivace assai
2. Adagio
3. Menuetto: Allegretto
4. Finale: Vivace